# Fedra West
Fedra West (en italiano: Io non perdono... uccido) es una película wéstern italo-española de 1968 dirigida por Joaquín Romero Marchent.

## Argumento
Stuart vuelve a su hogar tras años fuera estudiando para ser abogado como era el deseo de su padre. Su padre se había casado con una mexicana tras la muerte de la madre de Stuart. Stuart nunca quiso a Fedra, la nueva esposa de su padre, así que lo mandaron fuera para evitar problemas. Lo malo es que ahora Stuart ya no es un niño, y lo que Fedra empieza a sentir por él es más que amor de madre...

## Reparto
- James Philbrook: Don Ramón.
- Norma Bengell: Fedra.
- Simón Andreu: Stuart.
- Emilio Gutiérrez Caba: José.
- María Silva: Isabelle Álvarez.
- Alfonso Rojas: Julio Álvarez.
- Luis Induni: hermano de Fedra.
- Maria Cumani Quasimodo: María.
- Giancarlo Bastianoni: Forajido.
- Álvaro de Luna: Forajido.